# Amur (rzeka)

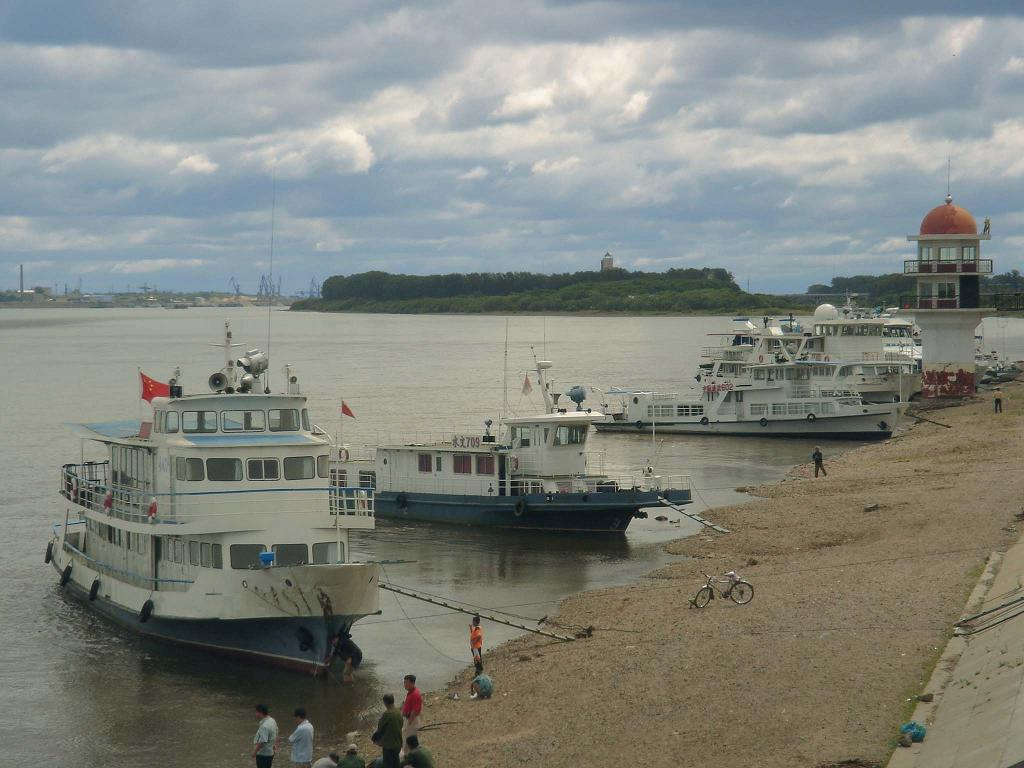
Statki na rzece Amur

Amur (ros. Амур; chiń. 黑龙江; pinyin Hēilóng Jiāng; dosł. „Rzeka Czarnego Smoka”) – rzeka we wschodniej Azji, na terytorium Rosji i Chin, na znacznej długości wyznacza granicę między tymi państwami. Najdłuższa rzeka Rosyjskiego Dalekiego Wschodu, a jednocześnie trzecia pod względem długości rzeka w Chinach. 
Dorzecze o powierzchni 1856 tys. km² znajduje się na terytorium Rosji, Chin i Mongolii. Amur powstaje ze złączenia rzek Szyłki i Argunu, a wpada do Morza Ochockiego. Długość Amuru wynosi 2824 km (od źródła Szyłki 4510 km). Średni przepływ u ujścia rzeki wynosi 10 800 m³/s, a w Chabarowsku 7660 m³/s.
Występują silne roczne wahania poziomu wody; w dolnym biegu mogą one wynieść do 8 m, a w górnym prawie dwa razy więcej. Częste powodzie. Najniższy poziom wody w końcu zimy. 
Górny bieg rzeki (do Błagowieszczeńska) ma głównie górski charakter. Odcinek do Chabarowska nazywany jest środkowym Amurem; tam rzeka płynie wolniej, brzegi niekiedy są zabagnione. Wyjątkiem jest odcinek przebiegający kanionem przez Mały Chingan. Od Chabarowska rzeka płynie szeroką doliną przez Nizinę Dolnoamurską. Przy brzegach rzeki jest dużo jezior o powierzchni kilkudziesięciu km² np. Bołoń, Udyl, Orel. W rzece występuje 105 gatunków ryb. 
Główne dopływy:
- lewe
  - Zeja
  - Bureja
  - Amguń
- prawe
  - Sungari
  - Ussuri

Ważniejsze miasta nad Amurem: Chabarowsk, Błagowieszczeńsk, Komsomolsk nad Amurem, Nikołajewsk nad Amurem. Na całej długości rzeka jest żeglowna.  
W roku 1860, na mocy traktatu pekińskiego, dolny bieg i ujście Amuru znalazło się w granicach Imperium Rosyjskiego.